# Capillaria plica
Capillaria plica (Syn. Pearsonema plica) oder Harnblasenhaarwurm ist ein in der Harnblase von Säugetieren parasitierender Haarwurm. Er tritt weltweit bei Hunden und Katzen auf, die Infektion ist allerdings selten. Als Erregerreservoir dienen vermutlich Wildtiere.
Adulte C. plica sind 13 bis 60 mm lang, fadenförmig, gelblich und leben in der Harnblase. Die von den Wurmweibchen produzierten Eier sind 63–68 × 24–27 µm groß, bedeckelt und haben eine leicht aufgeraute Schale. Sie werden über den Urin ausgeschieden. Als Zwischenwirte dienen Regenwürmer, in denen sich die infektiöse  L1-Larve entwickelt. Die Infektion erfolgt durch Aufnahme der Zwischenwirte oder indirekt über Transportwirte. 
C. plica ruft selten Krankheitserscheinungen hervor. Bei stärkerem Befall kann es zu einer Harnblasenentzündung mit Harndrang und Harninkontinenz kommen. Die Infektion heilt meist von allein aus, wenn es nicht zu ständigen Reinfektionen kommt. Zur Therapie können Levamisol, Fenbendazol, Albendazol und Ivermectin eingesetzt werden.